# 石川林四郎

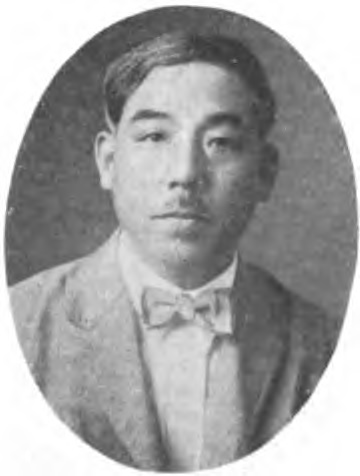
石川林四郎

石川 林四郎（いしかわ りんしろう、1879年12月19日 - 1939年8月31日は、大正・昭和期を代表する英語学者。学習院大学教授で聖学院創立者の石川角次郎の実弟にあたる。

## 略歴
- 1929年、東京文理科大学教授
- 1936年、英語教授研究所（現在の財団法人語学教育研究所）所長
- 墓所は多磨霊園。

## 栄典
- 1939年（昭和14年）8月31日 - 正三位[1]

## 業績
- 1921年、テニスンの詩研究、研究社
- 1923年、袖珍コンサイス和英辞典（編著）、三省堂
- 1924年、英文學に現はれたる花の研究、研究社
- 1925年、Select poems of Robert Browning、研究社
- 1928年、Selections from human intercourse（編著）、研究社
- 1932年、新コンサイス和英辞典（編著）、三省堂
- 1936年、ベイコン、研究社
- 1937年、英語教育の理論と問題、研究社
- 1938年、最新コンサイス英和辞典（編著）、三省堂
- 1940年、最新コンサイス和英辞典（編著）、三省堂
- 1947年、最新コンサイス英和辞典（新語篇つき）（編著）、三省堂
- 1948年、最新コンサイス英和辭典（編著）、三省堂
- 1950年、最新コンサイス和英辞典（新語篇つき）（編著）、三省堂
- 1954年、（Kenji Ishida）Selected poems of Robert Browning、研究社